# Pelexia funckiana
Pelexia funckiana är en orkidéart som först beskrevs av Achille Richard och Henri Guillaume Galeotti, och fick sitt nu gällande namn av Rudolf Schlechter. Pelexia funckiana ingår i släktet Pelexia och familjen orkidéer. Inga underarter finns listade i Catalogue of Life.